# Маршалл Рід
Маршалл Джуел Рід (англ. Marshall Jewel Reed; 28 травня 1917 — 15 квітня 1980) — американський кіно- та телеактор. Між 1943 та 1978 роками він знявся у понад 200 фільмах.

## Біографія
Маршалл Рід народився в Енглвуді, штат Колорадо у родині Волтера Джорджа Ріда та Рут Дастін. До 10 років він грав у дитячому театрі, а в старшій школі керував двома драматичними гуртками. Перш ніж стати професійним актором, Рід працював дресирувальником коней, зчитувачем лічильників, бухгалтер та поштовим службовцем.
Більше акторського досвіду Рід отримав у постановках літнього театру в Денвері, штат Колорадо. Окрім виступів, він працював на костюмами та декораціям. Пізніше він працював з іншими театральними трупами в районі Денвера, писав, продюсував, та грав у постановках.
Рід дебютував на екрані у фільмі Срібні шпори (1943).
Як каскадер Рід самостійно впорався з більшою частиною сцен з боями та верховою їздою. Протягом багатьох років він знявся в десятках вестернів та кіносеріалів для студій Columbia та Republic. Також рід знявся в ролі Баффало Білла Коді в серіалі 1954 року Їзда з Баффало Біллом.
У 1950—1970-х роках Рід часто з'являвся у популярних телесеріалах, особливо в бойовиках та драмах.
У 1978 році він знявся у своєму останньому фільмі До смерті.
Маршалл Рід помер від крововиливу через пухлину мозку 15 квітня 1980 року в Лос-Анджелесі, у віці 62 років. У нього залишились п'ята дружина Карлін Міллер та дочка.

## Вибрана фільмографія

#### Кіно
- Техаський малий (1943)
- Партнери за обставинами (1944)
- Законники (1944)
- Мінливий закон (1944)
- Закон долини (1944)
- Примарні стволи (1944)
- The Tiger Woman (1944)
- Haunted Harbor (1944)
- Zorro's Black Whip (1944)
- Гарматний дим (1945)
- Шахта з привидами (1946)
- Gentleman Joe Palooka (1946)
- Drifting Along (1946)
- Angel and the Badman (1947)
- Prairie Express (1947)
- Raiders of the South (1947)
- Song of the Wasteland (1947)
- Stage to Mesa City (1947)
- Trailing Danger (1947)
- West of Dodge City (1947)
- Back Trail (1948)
- The Fighting Ranger (1948)
- The Bold Frontiersman (1948)
- Courtin' Trouble (1948)
- Dead Man's Gold (1948)
- Mark of the Lash (1948)
- Renegades of Sonora (1948)
- Triggerman (1948)
- Brand of Fear (1949)
- Stampede (1949)
- Gun Runner (1949)
- Ghost of Zorro (1949)
- Law of the West (1949)
- Pirates of the High Seas (1950)
- Hot Rod (1950)
- Stagecoach Driver (1951)
- Canyon Raiders (1951)
- The Longhorn (1951)
- Mysterious Island (1951)
- Night Raiders (1952)
- Montana Incident (1952)
- Kansas Territory (1952)
- Laramie Mountains (1952)
- Son of Geronimo (1952)
- Blackhawk (1952)
- The Great Adventures of Captain Kidd (1953)
- Gunfighters of the Northwest (1954)
- Riding with Buffalo Bill (1954)
- The Night the World Exploded (1957)
- Доля — мисливець (1964)
- Стежка Алілуя (1965)
- З'їдені живцем (1976)
- До смерті (1978)

#### Телесеріали
- The Marshal of Gunsight Pass (1950)
- The Gene Autry Show (1950—1954)
- The Cisco Kid (1950—1955)
- The Range Rider (1951—1953)
- The Adventures of Wild Bill Hickok (1951—1954)
- Boston Blackie (1951—1953)
- Hopalong Cassidy (1952—1953)
- The Adventures of Kit Carson (1952—1954)
- The Lone Ranger (1952—1955)
- Adventures of Superman (1953—1954)
- Annie Oakley (1954)
- The Lineup (1954—1959)
- Captain Midnight (1955)
- Commando Cody: Sky Marshal of the Universe (1955)
- Tightrope (1960)
- Bat Masterson (1960)
- Shirley Temple's Storybook (1960)
- Lassie (1961)
- Ripcord (1961)
- Bonanza (1961—1962)
- Lawman (1962)
- Bronco (1962)
- Checkmate (1962)
- Maverick (1962)
- Димок зі ствола (1962)
- Перрі Мейсон (1962—1963)
- Laramie (1963)
- Death Valley Days (1969—1970)
- Marcus Welby, M.D. (1969—1973)
- Dragnet (1969—1970)
- Adam-12 (1970—1971)
- The Virginian (1971)
- Kung Fu (1975)